# Embedded OpenType
Embedded OpenType (EOT, внедряемый OpenType) — компактный формат внедряемых в веб страницы OpenType шрифтов, разработанный Microsoft. Файлы таких шрифтов обычно имеют расширение «.eot».
Компактность файлов достигается путём использования подмножества символов (в шрифт включаются только необходимые) и использованием сжатия данных (LZ-компрессия — часть технологии MicroType Express компании Agfa Typographic Systems).
Простота внедрения шрифтов в веб-страницы может способствовать неконтролируемому распространению защищенных авторским правом шрифтов. Формат EOT предоставляет функции, предотвращающие это. Использование подмножеств символов снижает стоимость копии шрифта, так как такие шрифты обычно содержат менее половины символов оригинального шрифта. Другие используемые методы защиты — это шифрование данных и список «trusted roots» на сервере, и проприетарная дешифрующая DLL на клиенте.
Если внедряемый шрифт недоступен по какой-либо причине (файл шрифта не найден, в шрифте нет нужных символов), то будет использован другой шрифт — тем самым страница будет гарантированно читаемая.

## Поддержка
Формат Embedded OpenType проприетарный и поддерживается исключительно браузером Internet Explorer. 
В 2007 году он был представлен на рассмотрение W3C как часть стандарта CSS3 и отклонен им.
18 марта 2008 года он был представлен как самостоятельный стандарт. В комментариях группы W3C к документу говорится, что «W3C планирует предложить членам W3C создать рабочую группу, чьей целью будет превращение EOT в рекомендацию W3C».

## Web Embedding Fonts Tool
Web Embedding Fonts Tool или WEFT — это утилита для генерации внедряемых веб-шрифтов, разработанная Microsoft.
WEFT сканирует файлы HTML-документов, файлы TrueType шрифтов и другие дополнительные параметры. Он корректирует HTML-файлы и создает Embedded OpenType файлы для внедрения на веб-сайтах. У этих файлов обычно расширение .eot.
С помощью WEFT можно внедрять большинство шрифтов, за исключением тех, которые имеют свойство 'no embedding', то есть запрещены для внедрения разработчиками шрифта.
Внедряемые шрифты широко используются при создании веб-сайтов с материалами на языках, использующих нелатинские символы.
Последняя доступная версия 5.3.2 была выпущена 25 февраля 2003 года.
Существует свободная альтернатива с открытым кодом «ttf2eot».
Microsoft PowerPoint 2007 и 2010 так же имеют возможность генерировать EOT-файлы с расширением «.fntdata», когда шрифты внедряются в презентации PowerPoint. Эти EOT-файлы можно извлечь из .pptx-файлов и использовать непосредственно в веб страницах.